# Diamin
A diaminok két aminocsoportot tartalmazó szerves vegyületek. A diaminokat monomerként használják poliamidok, poliimidek és polikarbamidok gyártásához. Az előállított mennyiséget tekintve legfontosabb az 1,6-diaminohexán, mely a Nylon 6-6 kiindulási anyaga, utána következik az etilén-diamin. A vicinális diaminok (1,2-diaminok) számos biológiai anyagban  előforduló szerkezeti elemek, a koordinációs kémiában pedig ligandumként használatosak.

## Alifás diaminok

### Egyenes láncú
- 2 szénatomos: etilén-diamin (1,2-diaminoetán). Hasonló származékai az N-alkilezett vegyületek: 1,1-dimetil-etilén-diamin, 1,2-dimetil-etilén-diamin, etambutol és a TMEDA (tetrametil-etilén-diamin)
- 3 szénatomos: 1,3-diaminopropán (propán-1,3-diamin)
- 4 szénatomos: putreszcin (bután-1,4-diamin)
- 5 szénatomos: kadaverin (pentán-1,5-diamin)
- 6 szénatomos: hexametilén-diamin (hexán-1,6-diamin)

### Elágazó láncú
Az etilén-diamin származékai jelentősek:
- 1,2-diaminopropán (királis)
- difenil-etilén-diamin (C2-szimmetriát mutat)
- transz-1,2-diaminociklohexán (C2-szimmetriát mutat)

### Gyűrűs
- 1,4-diazacikloheptán

etilén-diamin
kadaverin
PPD (para-fenilén-diamin)
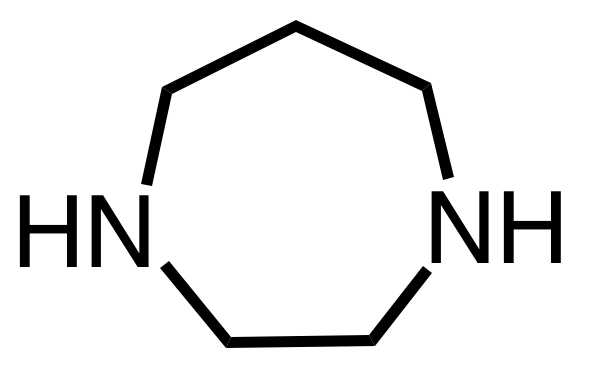
1,4-diazacikloheptán

### Xililén-diaminok
A xililén-diaminokat az alkil-aminok közé sorolják, mivel az aminocsoport nem közvetlenül az aromás gyűrűhöz csatlakozik.
- o-xililén-diamin vagy OXD
- m-xililén-diamin vagy MXD
- p-xililén-diamin vagy PXD

## Aromás diaminok
Három fenilén-diamin ismert:
- o-fenilén-diamin vagy OPD
- m-fenilén-diamin vagy MPD
- p-fenilén-diamin vagy PPD. A 2,5-diamino-toluol a PPD-vel rokon vegyület, de a gyűrűn tartalmaz még egy metilcsoportot.

A fenilén-diaminoknak különböző N-metilezett származékai is ismertek:
- dimetil-4-fenilén-diamin, reagensként használják
- N,N′-di-2-butil-1,4-feniléndiamin, antioxidáns.

Két aromás gyűrűt tartalmaznak például a bifenil, illetve a naftalin alábbi származékai:
- 4,4′-diaminobifenil
- 1,8-diaminonaftalin

## Fordítás
Ez a szócikk részben vagy egészben  a   Diamine című angol Wikipédia-szócikk ezen változatának fordításán alapul.  Az eredeti cikk szerkesztőit annak laptörténete sorolja fel. Ez a jelzés csupán a megfogalmazás eredetét és a szerzői jogokat jelzi, nem szolgál a cikkben szereplő információk forrásmegjelöléseként.